# Stepan Kurudimov
Stepan Kurudimov (n. 1958 Ceadîr-Lunga) este un cântăreț de operă și de muzică tradițională găgăuză din Republica Moldova, Găgăuzia.
A absolvit Conservatorul de Muzică din Chișinău și a cântat pe scene mari, precum Opera de Stat din Ankara.

## Albume
- Sular akar

### Single-uri
- Lübovi i jizni (Любовь и жизнь, Iubire și viață)
- Rojdestvo Hristovo (Рождество Христово, Crăciun / Nașterea lui Hristos)